# Atlántida (departament)
Atlántida – departament w północnym Hondurasie, nad Morzem Karaibskim. Zajmuje powierzchnię 4251 km². W 2001 roku departament zamieszkiwało ok. 315 tys. mieszkańców.
Składa się z 8 gmin:
- Arizona
- El Porvenir
- Esparta
- Jutiapa
- La Ceiba
- La Masica
- San Francisco
- Tela